# Васильківська водогінна насосна станція
Васильківська водогінна насосна станція — знесена насосна станція, що постачала воду в район Нова Забудова (на той час — околиця Києва). Була призначена для експлуатації трьох артезіанських свердловин (двох під крейдяних за номером № 11 і 18 та однієї юрської № 17).

## Свердловини
Свердловини № 11 та 17 розміщувалися безпосередньо у межах садиби, а № 18 — ближче до р. Либідь, недалеко від цегельного заводу О. Бернера.
Другий район водопостачання (т. зв. район середнього тиску), до якого належала Васильківська станція, охоплював:
- територію Хрещатої долини;
- територію «Нового Строєнія»;
- товарну станцію;
- Кадетський корпус.

Також Васильківську станцію було підключено до магістрального водогону вул. Великої Васильківської.
Ще 1901 року було пробурено під'юрську свердловину № 10, проте її не використовували. А вже 1908 ввели в експлуатацію свердловини № 11 і 17.
Вода проходила декілька етапів. Спочатку потрапляла в сітчате відділення машинної зали для того, щоб насичуватися повітрям, потім — до резервуару ємністю 4800 куб. м., а лише після цього — у водогінну мережу.
Устаткування Васильківської насосної станції не відрізнялося від устаткування Бульварної водогінної насосної станції.

## Опис споруди
Початково до складу станції входили такі будівлі:
- будинок станції;
- будки станції (тобто споруди над свердловинами № 11 і 17);
- дерев'яний житловий будинок;
- сарай.

Особливістю архітектурного рішення самого будинку станції у порівнянні з іншими була наявність вікон на торцевій стіні головного машинного приміщення. Ще станом 1949 рік це споруда використовувалася за призначенням.
Попри збережений цегляний будинок, під час останнього ремонту, що був проведений 1998—1999 році постраждав фасад, а приміщення основної машинної зали були переобладнані під офіси.

## Знищення
У березні 2019 за рішенням Київської міської ради було надано дозвіл на «знесення та списання засобів» розташованих на Великій Васильківській, 137. Споруди Васильківської водогінної насоссної станції були знесені у квітні того ж року. Після знесення на місці станції почалося спорудження ЖК «Французький квартал 2» компанії bUd development.

## Галерея

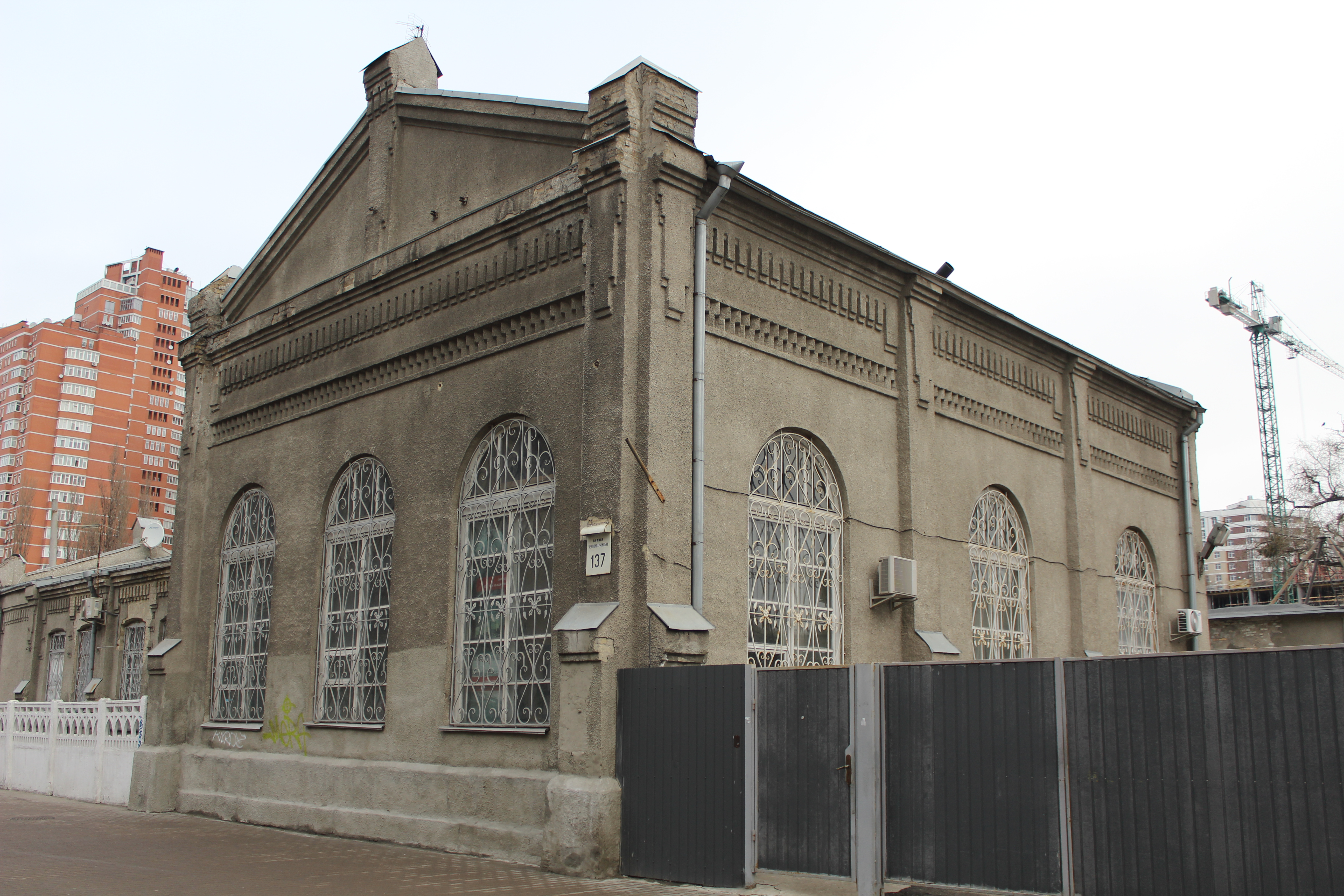
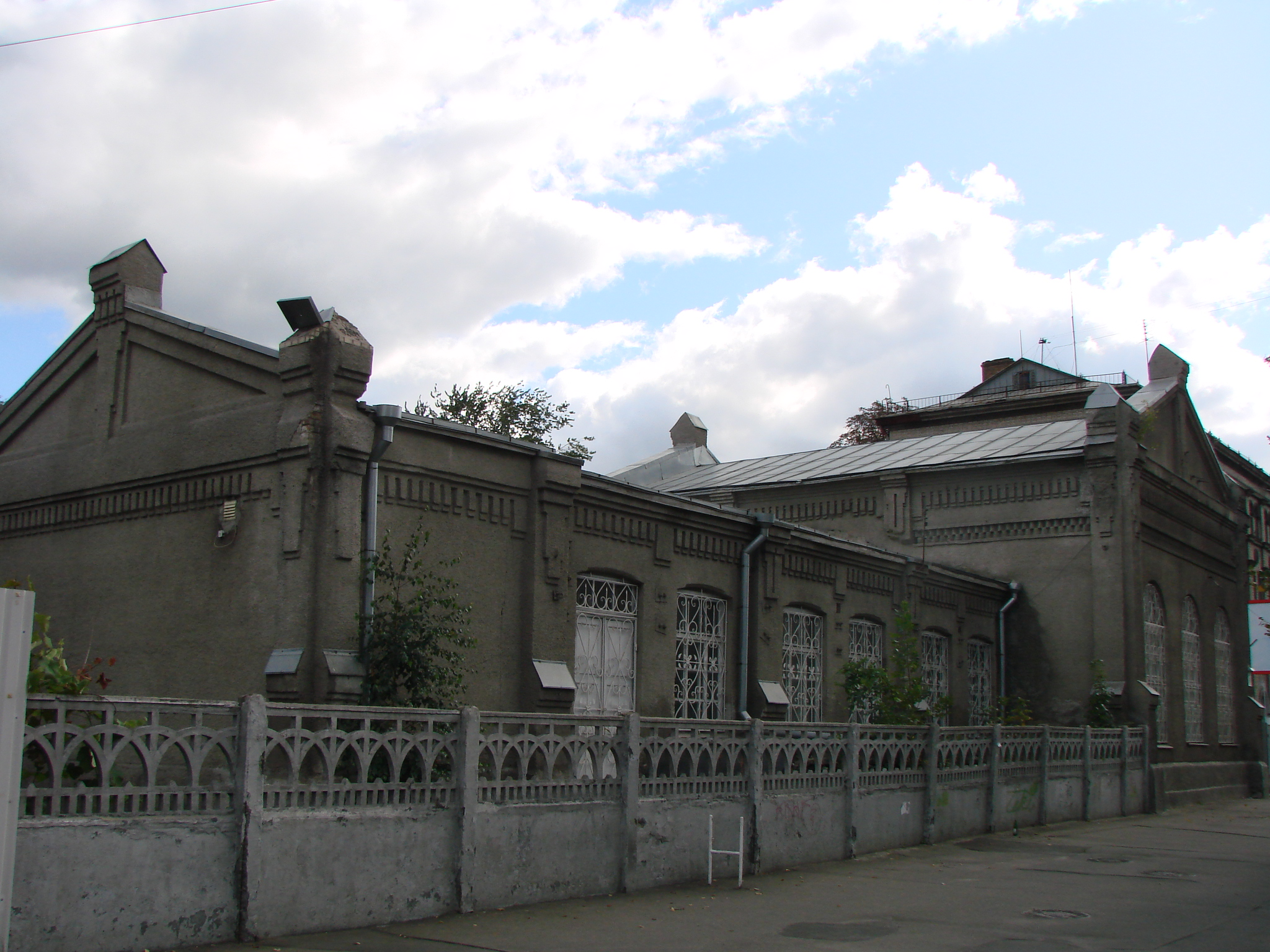
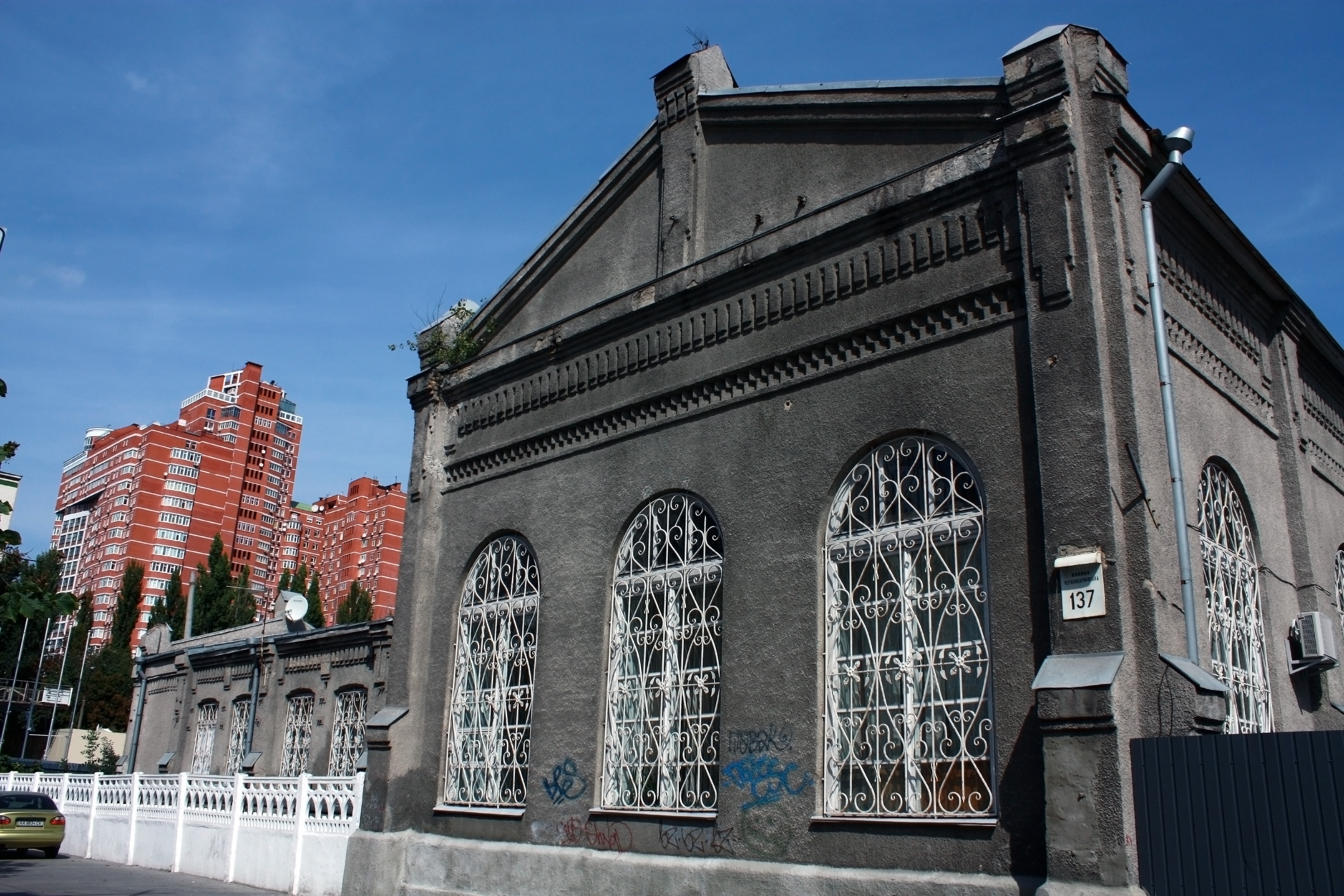